# Cernoy
Cernoy és un municipi francès, situat al departament de l'Oise i a la regió dels Alts de França. L'any 2007 tenia 221 habitants.

## Demografia

### Població
El 2007 la població de fet de Cernoy era de 221 persones. Hi havia 69 famílies de les quals 8 eren unipersonals (8 homes vivint sols), 23 parelles sense fills i 38 parelles amb fills.
La població ha evolucionat segons el següent gràfic:
Habitants censats

### Habitatges
El 2007 hi havia 84 habitatges, 72 eren l'habitatge principal de la família, 8 eren segones residències i 4 estaven desocupats. 83 eren cases i 1 era un apartament. Dels 72 habitatges principals, 64 estaven ocupats pels seus propietaris, 8 estaven llogats i ocupats pels llogaters i 1 estava cedit a títol gratuït; 1 tenia una cambra, 1 en tenia dues, 5 en tenien tres, 20 en tenien quatre i 46 en tenien cinc o més. 61 habitatges disposaven pel capbaix d'una plaça de pàrquing. A 22 habitatges hi havia un automòbil i a 49 n'hi havia dos o més.

### Piràmide de població
La piràmide de població per edats i sexe el 2009 era:
| Homes | Edats   | Dones |
| ----- | ------- | ----- |
| 0     | 95 o +  | 0     |
| 0     | 90 a 94 | 0     |
| 4     | 85 a 89 | 0     |
| 0     | 80 a 84 | 8     |
| 0     | 75 a 79 | 0     |
| 0     | 70 a 74 | 0     |
| 0     | 65 a 69 | 0     |
| 4     | 60 a 64 | 4     |
| 0     | 55 a 59 | 4     |
| 8     | 50 a 54 | 4     |
| 8     | 45 a 49 | 4     |
| 4     | 40 a 44 | 8     |
| 12    | 35 a 39 | 12    |
| 8     | 30 a 34 | 0     |
| 4     | 25 a 29 | 16    |
| 4     | 20 a 24 | 0     |
| 4     | 15 a 19 | 12    |
| 8     | 10 a 14 | 8     |
| 8     | 5 a 9   | 8     |
| 0     | 0 a 4   | 8     |

## Economia
El 2007 la població en edat de treballar era de 155 persones, 122 eren actives i 33 eren inactives. De les 122 persones actives 107 estaven ocupades (59 homes i 48 dones) i 16 estaven aturades (8 homes i 8 dones). De les 33 persones inactives 8 estaven jubilades, 17 estaven estudiant i 8 estaven classificades com a «altres inactius».

### Ingressos
El 2009 a Cernoy hi havia 72 unitats fiscals que integraven 221 persones, la mediana anual d'ingressos fiscals per persona era de 18.744 €.

### Activitats econòmiques
Dels 6 establiments que hi havia el 2007, 1 era d'una empresa alimentària, 1 d'una empresa de comerç i reparació d'automòbils, 2 d'empreses immobiliàries i 2 d'empreses de serveis.
L'únic servei als particulars que hi havia el 2009 era una agència immobiliària.
L'any 2000 a Cernoy hi havia 5 explotacions agrícoles que ocupaven un total de 615 hectàrees.

## Equipaments sanitaris i escolars
El 2009 hi havia una escola elemental integrada dins d'un grup escolar amb les comunes properes formant una escola dispersa.

## Poblacions properes
El següent diagrama mostra les poblacions més properes.